# 横須町

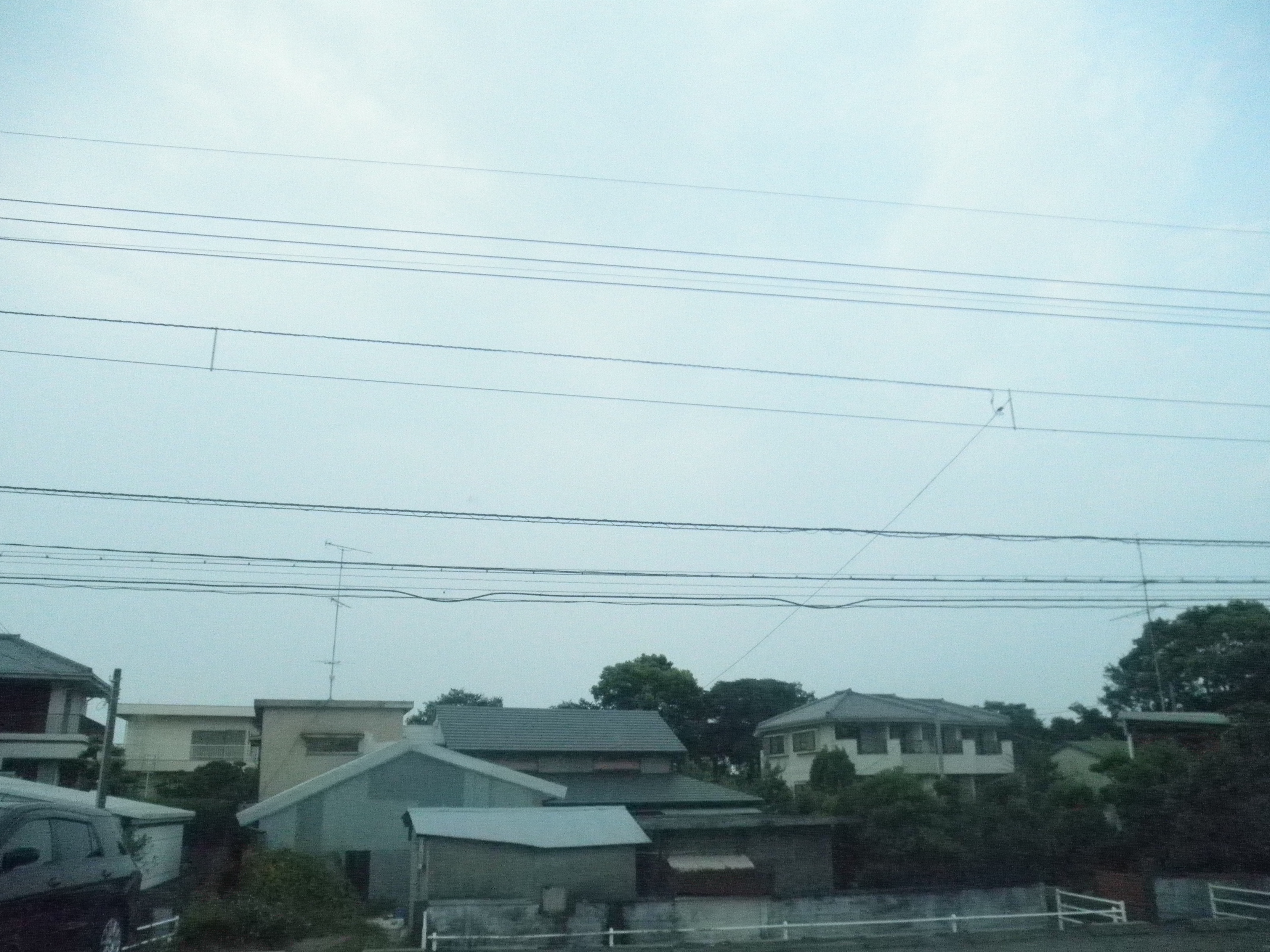
横須町の街並み

横須町（よこすちょう）は、徳島県小松島市の町名。郵便番号は773-0006。

## 地理
小松島市の北部に位置する。北西は市役所をもって南小松島町と隔てている。南東は市道をもって金磯町に接続し、北から東は小松島湾に臨んで景勝地・横須海岸がある。
横須海岸は「横須の松原」と呼ばれ、かつては四国十二景のひとつとして知られていたが、現在では殆どの松はない。またかつては横須海水浴場が開かれていた。
海岸沿いに旧道（市道）のほか、徳島県道120号徳島小松島線（旧国道55号）が貫通して県南と結び、さらにJR牟岐線が県南地方に通じている。
かつては漁業と農業が主要な産業であったが、市街化が急速に進み、商工業や住宅地域となってわずかに農家が点在しているに過ぎない。小松島市役所をはじめ、小松島警察署・四国電力小松島営業所・小松島市社会福祉協議会地域包括支援センターなど、市の中枢的機関が多く集まっている。
戦後は海岸の埋め立て工事により、スミリン合板（現住友林業クレスト）・ニホンフラッシュ・大阪セメントなどの企業が立地している。

### 河川
- 芝生川

## 歴史

### 遠隔
- 1922年（大正11年） - 大阪府堺市（大浜海岸） - 徳島（小松島市横須海岸）間に日本初の民間定期航空便が就航。
- 1950年（昭和25年） - 小松島競輪場が開設。
- 1970年（昭和45年） - 現在の横須町となる。元は小松島市小松島町・日開野町・芝生町の各一部。

## 世帯数と人口
2022年（令和4年）7月31日現在の世帯数と人口は以下の通りである。
| 町丁   | 世帯数    | 人口    |
| ------ | --------- | ------- |
| 横須町 | 1,206世帯 | 2,376人 |

## 小・中学校の学区
市立小・中学校に通う場合、学区は以下の通りとなる。
| 番地 | 小学校                   | 中学校                 |
| ---- | ------------------------ | ---------------------- |
| 全域 | 小松島市立南小松島小学校 | 小松島市立小松島中学校 |

## 交通

### 道路

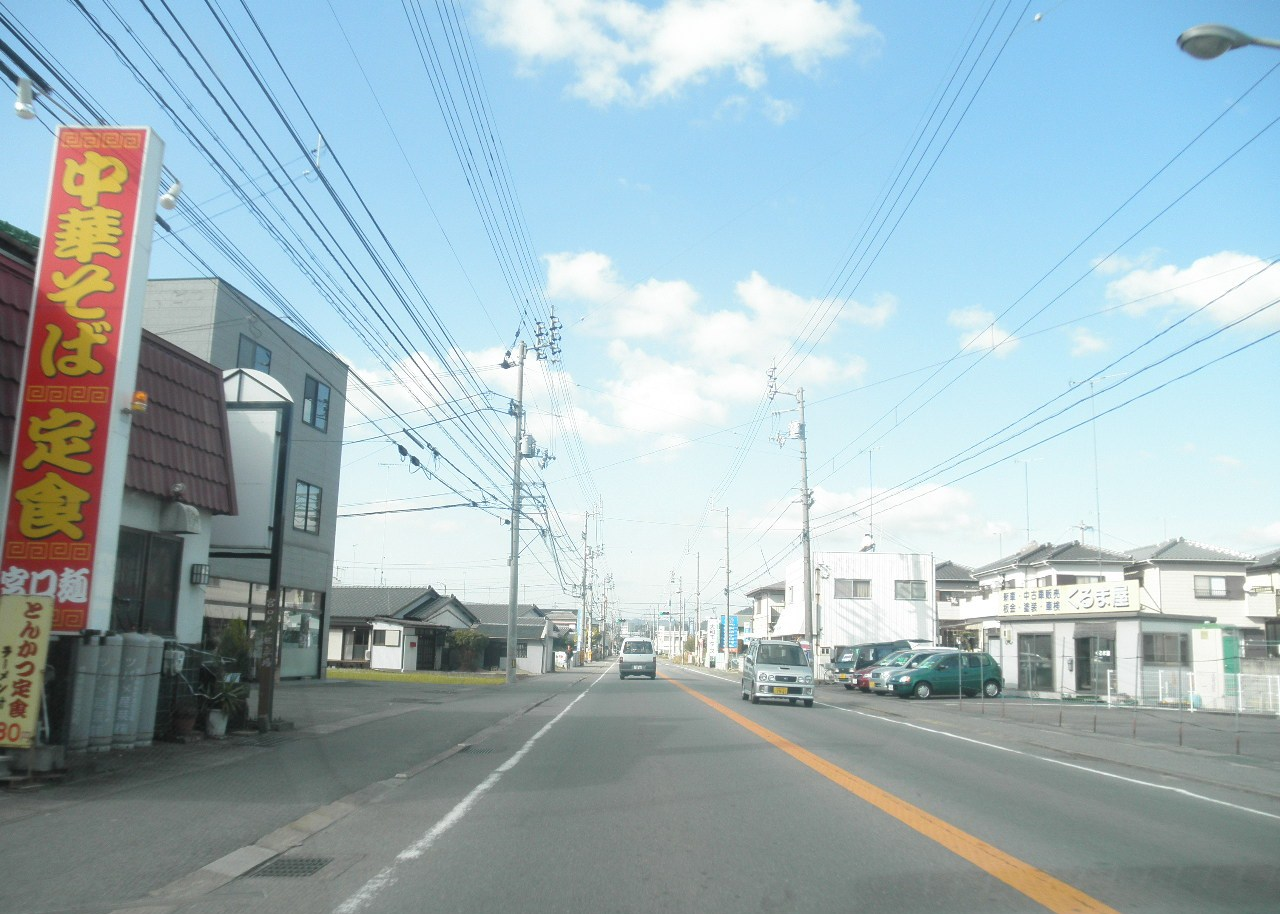
徳島県道120号徳島小松島線

都道府県道
- 徳島県道33号小松島佐那河内線
- 徳島県道120号徳島小松島線

## 施設
- 小松島市役所

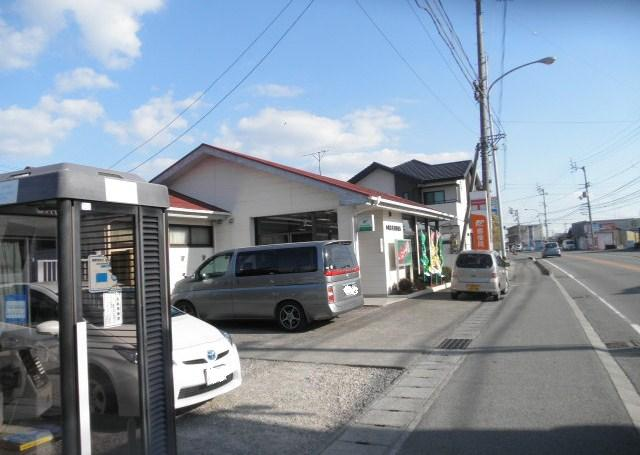
小松島横須郵便局

- 小松島市社会福祉協議会地域包括支援センター
- 小松島競輪場
- ニホンフラッシュ本社
- 横須海岸
- 小松島横須郵便局

### かつて存在した施設
- 横須海水浴場
- 金磯駅